# Діхтієвський Віктор Миколайович
Ві́ктор Микола́йович Діхтіє́вський (1966—2014) — старший прапорщик Державної прикордонної служби України, учасник російсько-української війни.

## Життєпис
Народився 1966 року в місті Бердичів. Мама — швея, батько — строгаль (шкіроб'єднання ім. Ілліча). Закінчив 8 класів бердичівської школи № 1 в 1981 році; 1985-го — Бердичівський машинобудівний технікум (спеціальність «технік-технолог»). Вчився грати на гітарі. Строкову службу проходив у місті Одеса в 1985—1987 роках. Лишився в ЗСУ; працював у звані прапорщика. 1990 року одружився, 1992-го в сім'ї з'явилася донька Анастасія.
Старший спеціаліст опорного вузла зв'язку Південного регіонального управління.
При анексії Криму Росією добровольцем увійшов до складу загону, котрий захищав Чонгар. По тому у складі мотоманевреної групи вирушив на схід України.
Загинув під час обстрілу бойовиками колони при виході з «Довжанського котла» (сектор Д) — його догнали кілька осколків, надано медичну допомогу, помер на руках товаришів. Прикордонники здійснювали організований прорив з оточення у «довжанському котлі» (сектор «Д») на з'єднання з основними силами після 22-денної оборони державного кордону під постійними масованими обстрілами. Під час прориву колона потрапила під обстріл в районі смт Нижній Нагольчик, Вдома лишилася донька і сестра.
Похований в місті Одеса, Таїровське кладовище.

## Нагороди та вшанування
- 14 серпня 2014 року — за особисту мужність і героїзм, виявлені у захисті державного суверенітету та територіальної цілісності України, вірність військовій присязі під час російсько-української війни, відзначений — нагороджений орденом «За мужність» III ступеня (посмертно)
- його портрет розміщений на меморіалі «Стіна пам'яті полеглих за Україну» у Києві: секція 2, ряд 7, місце 19
- 13 жовтня 2016 року на фасаді бердичівської загальноосвітньої школи № 1 імені Т. Г. Шевченка, йому відкрито меморіальну дошку.